# 조 와일리
조핸 "조" 와일리(영어: Johanne "Jo" Whiley, 1965년 7월 4일 ~ )는 잉글랜드의 라디오 디스크자키, 사회자이다. 2001년 2월부터 2009년 9월까지 BBC 라디오 1에서 조 와일리 쇼 (The Jo Whiley Show)를 진행했다. BBC 라디오 1의 라이브 라운지 초대 진행자였다.